# Barış Bağcılar
Barış Bağcılar (* 4. August 1990) ist ein türkischer Eishockeyspieler, der seit 2016 für den Gümüş Patenler SK in der türkischen Superliga spielt.

## Karriere
Barış Bağcılar begann seine Karriere beim Büyükşehir Belediyesi Ankara SK. Von 2008 bis 2010 spielte er für Polis Akademisi ve Koleji, das Team der türkischen Polizeiakademie, in der Superliga. 2009 wurde er mit der Mannschaft türkischer Meister. Als der Spielbetrieb 2010 eingestellt wurde, unterbrach er zunächst seine Vereinskarriere für vier Jahre. Nach seinem Comeback 2014 wurde er 2015 mit dem Zeytinburnu Belediye SK zum zweiten Mal in seiner Karriere türkischer Meister. Seit 2016 spielt er beim Gümüş Patenler SK.

### International
Für die Türkei nahm Bağcılar im Juniorenbereich in der Division III an den U18-Weltmeisterschaften 2006, 2007 und 2008 sowie den U20-Weltmeisterschaften 2007, 2008 und 2010 teil.
Mit der Herren-Nationalmannschaft spielte er bei den Weltmeisterschaften der Division III 2009 und 2015.

## Erfolge und Auszeichnungen
- 2009 Türkischer Meister mit Polis Akademisi ve Koleji
- 2009 Aufstieg in die Division II bei der Weltmeisterschaft der Division III
- 2015 Türkischer Meister mit dem Zeytinburnu Belediye SK